# Ефимов, Леонид Николаевич
Леонид Николаевич Ефимов (1901—1986) — старший сержант Рабоче-крестьянской Красной Армии, участник Великой Отечественной войны, Герой Советского Союза (1943).

## Биография
Леонид Ефимов родился 25 декабря 1901 года в Томске. Получил начальное образование, работал матросом. В 1920—1925 годах проходил службу в Рабоче-крестьянской Красной Армии. С 1928 года проживал в Красноярском крае, был матросом-рулевым, старшиной катера, помощником капитана, капитаном парохода «Стрела» Енисейского пароходства. В начале 1943 года повторно был призван в армию. С сентября того же года — на фронтах Великой Отечественной войны. Принимал участие в боях на Воронежском и 1-м Украинском фронтах, был стрелком 69-й механизированной бригады 9-го механизированного корпуса 3-й гвардейской танковой армии. Отличился во время битвы за Днепр.
В ночь с 21 на 22 сентября 1943 года Ефимов в составе группы бойцов переправился через Днепр в районе села Зарубинцы Каневского района Черкасской области Украинской ССР и первым ворвался в немецкую траншею на западном берегу. В бою он лично уничтожил 18 вражеских солдат и офицеров.
Указом Президиума Верховного Совета СССР от 17 ноября 1943 года за «образцовое выполнение боевых заданий командования на фронте борьбы с немецкими захватчиками и проявленные при этом мужество и героизм» красноармеец Леонид Ефимов был удостоен высокого звания Героя Советского Союза с вручением ордена Ленина и медали «Золотая Звезда» за номером 2139.
В 1945 году в звании старшего сержанта Ефимов был демобилизован. Проживал в Кызыле, работал начальником отдела кадров кожевенно-пимокатного завода. Скончался в 1986 году.

## Награды
Был также награждён орденом Отечественной войны 1-й степени и рядом медалей.